# ماريا التمان
ماريا التمان (بالألمانية: Maria Altmann )‏ (و. 1916 – 2011 م) هي جامعة تحف من الولايات المتحدة، والنمسا، ولدت في فيينا، توفيت في بيفرلي هيلز كاليفورنيا، عن عمر يناهز 95 عاماً.